# Karabin maszynowy Typ 67
Typ 67 – chiński uniwersalny karabin maszynowy.

## Historia
Uniwersalny karabin maszynowy Typ 67 został przyjęty do uzbrojenia w 1967 roku. Miał zastąpić produkowane na licencji radzieckiej ckm-y Typ 53 i Typ 57 (SG-43, SGM) oraz rkm Typ 58 (RP-46). Poza armią chińską jest używany przez armię Wietnamu.
Podobnie jak inne chińskie wzory broni palnej Typ 67 jest kompilacją zapożyczeń z innych typów broni (mechanizm ryglowy z Brena, mechanizm zasilania z MG08, sposób wymiany lufy z SGM, mechanizm spustowy z DP, taśma nabojowa z vz. 59).
W 1978 roku przyjęto do uzbrojenia zmodernizowaną wersję Typ 67-1 (produkowana od 1980). W 1982 roku powstała wersja Typ 67-2 osadzona na nowej, lekkiej podstawie trójnożnej, zasilana przy pomocy taśmy złożonej z segmentów 25-nabojowych.

## Opis
Typ 67 jest bronią samoczynną. Zasada działania oparta na odprowadzaniu części gazów prochowych przez boczny otwór lufy, z długim ruchem tłoka gazowego. Broń wyposażona jest w regulator gazowy. Typ 67 strzela z zamka otwartego. Zamek ryglowany przez przekoszenie w płaszczyźnie pionowej tylnej części zamka. Wyciąg sprężynujący znajduje się w zamku (łuski wyrzucane są do dołu). Mechanizm uderzeniowy bijnikowy, rolę bijnika pełni suwadło. Mechanizm spustowy tylko do ognia ciągłego. Bezpiecznik nastawny, włączony bezpiecznik unieruchamia zaczep suwadła.
Typ 67 jest bronią zasilaną przy pomocy metalowej taśmy segmentowej z ogniwami otwartymi. Taśma jest identyczna jak czechosłowacka do ukm-u vz. 59. Segmenty początkowo zawierały 50, obecnie 25 naboi. Taśma jest przechowywana w skrzynkach nabojowych mieszczących 250 naboi. Zasilanie prawostronne, donośnik przesuwakowy poruszany jest dźwignią napędzaną przez suwadło, taśma przesuwa się przy odrzucie.
Lufa ciężka, szybkowymienna, zakończona stożkowym tłumikiem płomienia. Do lufy przymocowana jest komora gazowa z regulatorem gazowym. Podstawa muszki znajduje się za tłumikiem płomieni.
Typ 67 wyposażony jest w chwyt pistoletowy i transportowy, oraz nieregulowany dwójnóg. Kolba stała, drewniana, z oporą naramienną. Przyrządy celownicze mechaniczne (celownik ramkowy). Część egzemplarzy posiada z lewej strony komory zamkowej szynę do montażu celownika optycznego lub noktowizyjnego.
W wersji ckm, Typ 67 jest montowany na trójnogu.